# توريسيلا فيرزات (بافيا)
توريسيلا فيرزات (بالإيطالية: Torricella Verzate)‏ هي بلدة تقع في مقاطعة بافيا بإقليم لومبارديا في شمال إيطاليا. تبلغ مساحة هذه المدينة 3.6 (كم²)، وترتفع عن سطح البحر 160 م، بلغ عدد سكانها 829 نسمة في عام 2004 حسب إحصاء المعهد الوطني للإحصاء.

## السكان
في سنة 1861 بلغ عدد السكان 847 نسمة، وتطور العدد ليصل في سنة 2011 لـ 837 نسمة.
يظهر هذا المخطط البياني تطور النمو السكاني لـ توريسيلا فيرزات (بافيا)